# Луций Юлий Калид
Лу́ций Ю́лий Кали́д (лат. Lucius Iulius Calidus; умер после 43 года до н. э.) — древнеримский поэт, современник Лукреция и Катулла. Знакомый Тита Помпония Аттика.

## Биография
Луций Юлий упоминается только у Корнелия Непота, в его жизнеописании Тита Помпония Аттика.
Обладал огромными поместьями в Африке. Намереваясь заполучить эти владения, Публий Волумний (приближённый Марка Антония), в то время обладавший большим влиянием, внёс Луция Юлия в проскрипционные списки. Но за Калида вступился Тит Помпоний Аттик, и Калид был вычеркнут из списков.
Отмечая успехи Луция Юлия в поэзии, Корнелий Непот называет его первым поэтом своего времени, после смерти Лукреция и Катулла. Также он характеризует его как благородного и прекрасно образованного человека.